# Pierre Tournemine
Pour les articles homonymes, voir Tournemine.
Compléments
Directeur du théâtre de l'Ambigu-Comique
Directeur de Bobino
Jean Pierre Tournemine, né le 23 mai 1796 (4 prairial an 4) dans l'ancien 6e arrondissement de Paris et mort le 19 janvier 1846 dans l'ancien 11e arrondissement de Paris,, est un auteur dramatique français.

## Biographie
Directeur du théâtre de l'Ambigu-Comique (1829-1844), puis de Bobino (1844-1845), directeur de la Revue Les Soupers lyriques (1819-1823), ses pièces ont été représentées sur les plus grandes scènes parisiennes du XIXe siècle : Théâtre de la Gaîté, Théâtre de la Porte-Saint-Antoine, Théâtre de la Porte-Saint-Martin etc.
Il meurt d'une maladie de poitrine le 19 janvier 1846 à Paris.

## Œuvres
- 1826 : L'Oncle et le Neveu, ou les Noms supposés, comédie-vaudeville en 1 acte
- 1828 : Le Retour au département, pièce en 1 acte, mêlée de couplets, avec Anicet Bourgeois et Édouard Damarin
- 1829 : Clarisse ou la Femme et la Maîtresse, drame en 3 actes, avec Anicet Bourgeois, au théâtre de l'Ambigu-Comique (22 juillet)
- 1829 : Le Petit Tambour, tableau en 1 acte
- 1832 : M. Benoît, ou les Deux Idées, folie-vaudeville en 1 acte, avec Cogniard frères
- 1833 : Louis XIII ou la Conspiration de Cinq-Mars, drame historique en 5 actes, avec Merville, au théâtre de l'Ambigu-Comique (12 octobre)
- 1833 : La Noce du boulanger, folie-vaudeville en 1 acte
- 1833 : Le Savetier et l'Apothicaire, folie-vaudeville, en 1 acte et à spectacle, avec Pierre-Joseph Charrin et Eugène Hyacinthe Laffillard
- 1834 : Les Cinq Couverts, comédie-vaudeville en 1 acte
- 1834 : Le Curé Mérino, drame en 5 actes, avec Bernard et Julien de Mallian
- 1834 : La Servante du curé, tableau-vaudeville en 1 acte
- 1835 : Oui et Non, comédie-vaudeville en 2 actes, avec Alexandre Barrière
- 1835 : Le Soldat de la République, drame historique en 2 actes
- 1836 : À 17 ans, drame en 4 actes[5]
- 1836 : Le Château d'Hutteldorf, vaudeville en 1 acte
- 1836 : La Maison du bon Dieu, comédie-vaudeville en un acte, avec Émile Vanderburch
- 1836 : Une peur, folie-vaudeville en un acte
- 1837 : Un coup d'épée, comédie-vaudeville en deux actes
- 1837 : L'École des servantes, comédie-vaudeville en 1 acte, avec Gustave Devieu
- 1837 : À la queue !, impromptu mêlé de couplets
- 1837 : Une partie de dominos, pièce en 1 acte mêlée de chant
- 1837 : La Révolte des coucous, vaudeville criti-comico-fantastique
- 1837 : Treize à table, ou Un pique-nique, collation assaisonnée de couplets, en 1 acte,avec Hippolyte Auger
- 1838 : Le Cri de l'armée, chansonnette à propos de la naissance de S. A. R. le Comte de Paris, 24 août 1838
- 1938 : L'Enfant de Giberne, drame mêlé de chant, en 4 actes, avec Alphonse Poujol
- 1838 : Les Femmes libres, folie-vaudeville en 3 actes et à grand spectacle, avec Adolphe Salvat
- 1839 : La France et l'Industrie, vaudeville allégorique en 1 acte, à propos de l'exposition des produits de 1839, avec Adolphe Guénée
- 1839 : Serment d'ivrogne, comédie-proverbe mêlée de couplets, en 1 acte
- 1839 : La Pâtissière de Darmstadt, vaudeville en 2 actes, tiré des Nouveaux Contes allemands d'August Lafontaine, avec Adolphe Poujol
- 1840 : L'Abbaye de Penmarc'h, mélodrame en 3 actes, avec Thomas James Thackeray
- 1840 : Une femme sur les bras, comédie-vaudeville en 1 acte
- 1840 : Le Garçon d'écurie, mélodrame en 3 actes
- 1841 : Les Gueux de Paris, épisode de 1625, vaudeville populaire en 3 actes, avec Guénée
- 1842 : Baigneurs et Baigneuse, tableau folie-vaudeville en un acte
- 1842 : L'Enfant et les Voleurs, tableau-vaudeville en 1 acte
- 1842 : Une fortune, ou le Château d'Hutteldorf, vaudeville populaire en 1 acte
- 1842 : Lequel ?, comédie-vaudeville en 1 acte, avec Louis Berthier et Alexandre de Ferrière
- 1842 : L'Olympe en goguette, vaudeville, revue critique, mythologique, comique et fantastique
- 1843 : L'Histoire des écoles, souvenirs historiques, revue de sept siècles en 6 actes, 10 parties, avec Guénée
- 1843 : La Nièce du pédicure, folie-vaudeville en 1 acte, avec Marc Leprévost
- 1843 : Paris aux îles Marquises, revue de 1843, avec Joanny Augier
- 1844 : Emma, ou Un serment de jeune fille, drame-vaudeville en 2 actes, avec Paul de Guerville
- 1845 : Deux Amours, drame en trois actes, avec Jules Belamy.